# Litchfield Female Academy
Litchfield Female Academy, var en amerikansk flickskola i Litchfield, Connecticut, grundad 1792 och stängd 1833. Skolan grundades av Sarah Pierce. Den tillhörde de första skolorna för flickor i USA, och de första som var kända i hela nationen, med elever från alla delstater. 